# Saint-Priest-Bramefant

Saint-Priest-Bramefant este o comună în departamentul Puy-de-Dôme, Franța. În 1 ianuarie 2022 avea o populație de 869 de locuitori.